# Zdrowie (film)
Zdrowie (ang. Health) – amerykański film komediowy z 1980 roku w reżyserii Roberta Altmana.

## Obsada
- Carol Burnett jako Gloria Burbank
- Lauren Bacall jako Esther Brill
- Glenda Jackson jako Isabella Garnell
- James Garner jako Harry Wolff
- Paul Dooley jako Dr. Gil Gainey
- Henry Gibson jako Bobby Hammer
- Alfre Woodard jako Sally Benbow
- Donald Moffat jako Colonel Cody